# Rita Daubländer

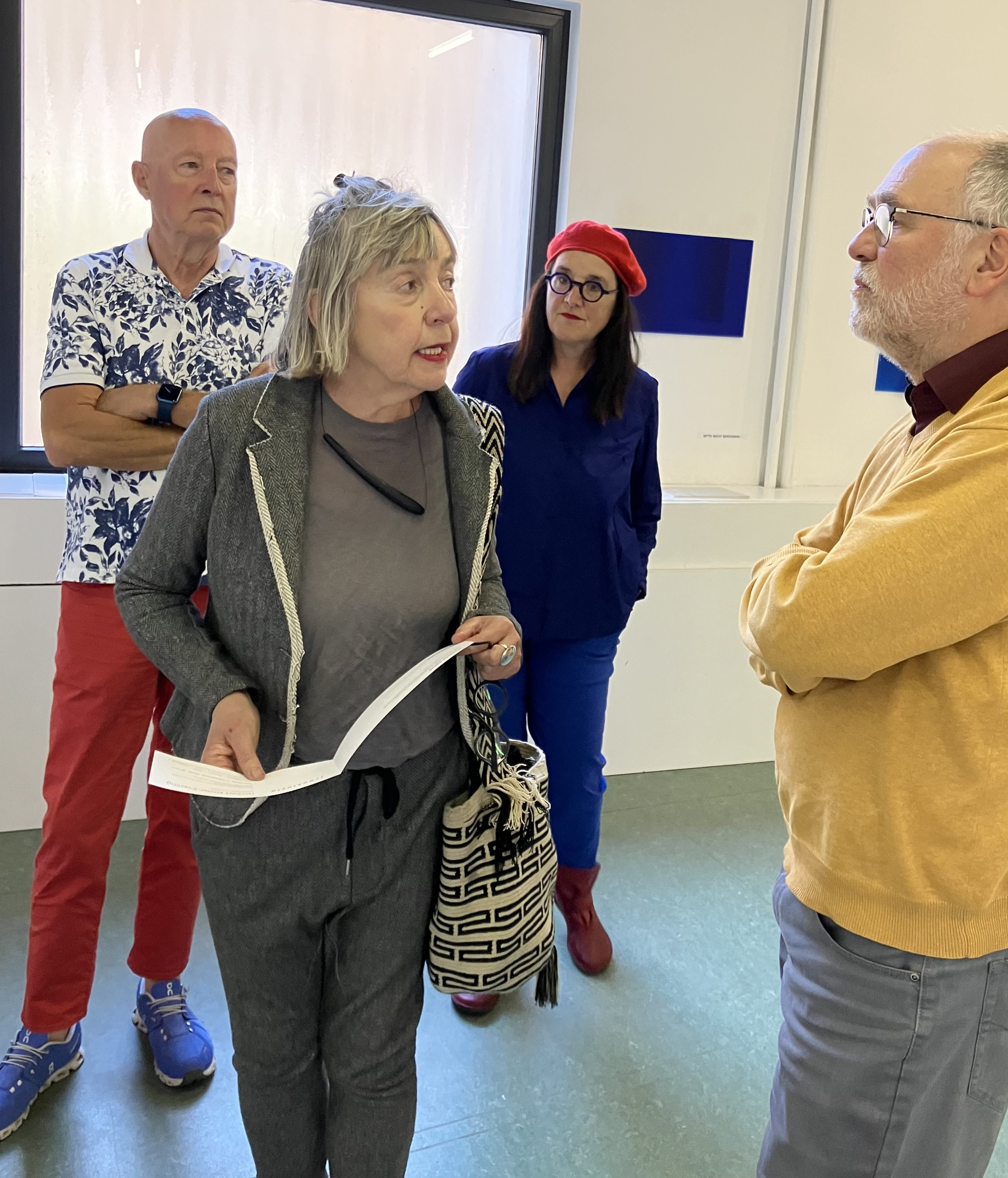
Rita Daubländer im Gespräch mit Norbert Müller-Everling 2024

Rita Daubländer (* 1956 in Ewighausen) ist eine deutsche Bildende Künstlerin in den Bereichen Malerei,  Installation und Textile Objekte.

## Leben
Daubländer absolvierte 1998–90 eine Ausbildung als Damenschneiderin, um in den folgenden Jahren zunächst in der Textilbranche zu arbeiten. 1994 begann sie mit der Herstellung von textilen Objekten. 2000/01 studierte sie im Rahmen eines Künstlerischen Jahrs an der Alanus Hochschule für Kunst und Gesellschaft bei Jo Bukowski; ab 2001 hatte sie weiteren Unterricht bei Artefact Bonn und bei Jupp Linssen. Seit 2007 arbeitet Daubländer als bildende Künstlerin; seit 2008 ist sie Mitglied im Kunstverein Mittelrhein (KM 570), seit 2013 im BBK Rheinland-Pfalz, seit 2022 im Neuen Kunstverein Mittelrhein, Neuwied. 2020 und 2021 erhielt sie Projektstipendien des Landes Rheinland-Pfalz.
Um die Möglichkeiten des Einsatzes verschiedener Materialien auszuloten, beschäftigt sich Daubländer seit den 2000er-Jahren vermehrt mit Malerei. Fundstücke wie Backbretter, Dielenböden und auch Backpapier waren in der Anfangszeit ihre bevorzugten Maluntergründe. Das Farbschema ihrer späteren Arbeiten ist eher monochromatisch. Mit Marmormehl, Pigmenten, Dachlack, Asche und anderen Materialien schafft Daubländer auf ihren Werken eine archaische haptische Struktur. Daubländer lebt und arbeitet in Bad Ems. Seit 2021 wird sie von der eine art galerie, Bad Ems vertreten.

## Einzelausstellungen (Auswahl)
- 2011 Werkschau – Evangelisches Stift St. Martin, Koblenz
- 2015 Werkschau – Atelier Barbara Gröbl, Koblenz
- 2021 	Mystery Places – eine art galerie, Bad Ems

## Gruppenausstellungen (Auswahl)
- 2013 	Jubiläumsausstellung, KM 570 – Haus Metternich, Koblenz
- 2013 	BBK Rheinland-Pfalz – Galerie des BBK, Mainz
- 2014 	Einblicke II, KM 570 –  Festung Ehrenbreitstein, Koblenz
- 2017 	Mehrpapier – mehrkunstverein, Haus Metternich, Koblenz
- 2019 	Spurensuche – Landtag, Mainz
- 2020 Flux4Art  – Jahreskunstausstellung des BBK – Roentgen-Museum, Neuwied
- 2020 	Mater, Matrix, Material – Kunstforum, Schleiden
- 2021 1. Jährliche Kunstausstellung – Galerie LAÏK, Koblenz
- 2022 An der Wand und im Raum – mehrkunst Galerie, Koblenz
- 2024 NEXUS V: Im Dialog mit der Sayner Hütte – Sayner Hütte, Bendorf-Sayn
- 2024 – Gegensätzliche Parallen – mehrkunstverein, Haus Metternich, Koblenz
- 2025  –  Fifty - Fifty. Pulchri Studio, Den Haag